# Trofeu Moscardó
El Trofeu Moscardó fou un torneig de futbol creat l'any 1958 que jugaven, acabada la temporada oficial, els clubs de Tercera Divisió catalans. Fou un trofeu que en aquella època havia esdevingut molt prestigiós entre els equips catalans de categories inferiors. Va canviar diverses vegades de format. En les cinc primeres edicions les semifinals i final es jugaven el mateix dia, en partits reduïts en camp neutral. Els anys 1965 i 1966 la final es disputà a doble partit d'anada i tornada. Les darreres edicions es tornà a la final a partit únic en camp neutral. La competició es disputà fins a l'any 1969.
Un cop suprimit el Trofeu es va organitzar un torneig, el 1971, que va rebre el nom de finalíssima per a decidir la propietat de la copa amb tots els equips que havien inscrit el seu nom en el palmarès. A la final arribaren Europa i Girona FC proclamant-se campió els gironins.

## Palmarès
| Any  | Seu                   | Campió             | Finalista          | Resultat   |
| ---- | --------------------- | ------------------ | ------------------ | ---------- |
| 1958 | Les Corts             | UE Poble Sec       | CA Ibèria          | 2-1        |
| 1959 | Les Corts             | CE Europa          | UE Figueres        | 2-1        |
| 1960 | Les Corts             | Club Gimnàstic     | CD Fabra i Coats   | 2-1        |
| 1961 | Camp Nou              | CE L'Hospitalet    | CE Mataró          | 2-2 (p)    |
| 1962 | Les Corts             | CD Comtal          | CD Tortosa         | 3-1        |
| 1963 | Sarrià                | CE Europa          | Girona Futbol Club | 3-1        |
| 1964 | Sarrià                | AD Guíxols         | CF Reus Deportiu   | 1-1 (Nota) |
| 1965 | a doble partit        | CE Mataró          | CF Balaguer        | 2-1, 2-2   |
| 1966 | a doble partit        | Girona Futbol Club | CE Mataró          | 2-3, 4-1   |
| 1967 | Creu Alta (Sabadell)  | CD Granollers      | UE Sant Andreu     | 3-1 (pr)   |
| 1968 | Vista Alegre (Girona) | CF Lloret          | Atlètic Catalunya  | 2-1        |
| 1969 | Municipal (Figueres)  | UE Figueres        | Girona Futbol Club | 0-0 (p)    |

Nota: El Reus no va voler disputar un desempat a doble partit.

## Finalíssima
| Any  | Seu       | Local              | Visitant           | Resultat | Golejadors                              |
| ---- | --------- | ------------------ | ------------------ | -------- | --------------------------------------- |
| 1971 | Barcelona | CE Europa          | Girona Futbol Club | 1-1      | Vela 67'-Vivolas 82'                    |
| 1971 | Girona    | Girona Futbol Club | CE Europa          | 2-1      | Gruart 10', Busquets 64'- Hernández 47' |